# Negație (gramatică)
În lingvistică, negația este o operație prin care se contrazice înțelesul total sau parțial al unei propoziții. Termenul „negație” are și sensul „cuvânt negativ” cu care se realizează negația.
Negația gramaticală poate fi totală, realizându-se prin negarea predicatului și exprimându-se astfel o judecată care poate fi parafrazată prin „este fals că” + judecata pozitivă. Exemplu: fr  Je ne le connais pas „Nu-l cunosc” = Il est faux que je le connaisse „Este fals că îl cunosc”. Numai aceasta constituie totodată o negație logică și o propoziție negativă. Negația poate fi de asemenea parțială, referindu-se la o altă parte de propoziție decât predicatul: Nu Ion a luat cartea, ci Vicu (negarea subiectului), Nu cartea a luat-o Vicu, ci caietul (negarea complementului direct). Acestea nu sunt propoziții negative.
Negația se realizează cu ajutorul unor cuvinte cu sens negativ (negații). În unele limbi, ca româna, se întâlnește așa-numita „dublă negație”, adică au unul sau mai multe cuvinte negative suficiente, ex. ro  nu, ce realizează și singure negarea predicatului, și mai multe cuvinte negative auxiliare, ex. ro  nimeni. Când se folosește cel puțin o negație auxiliară, cea suficientă contează ca negație principală. Franceza standard este o limbă în care este aproape totdeauna obligatorie dubla negație, adică totdeauna există o negație principală, dar aceasta nu este și suficientă. În fine, există și limbi precum engleza standard, în care nu este admisă dubla negație în exprimarea standard, adică sunt suficiente și de folosit singure și negațiile care corespund în alte limbi unor negații auxiliare.
Negația suficientă poate fi și absolută, adică să fie un cuvânt propoziție care constituie singur o comunicare, ca răspuns într-un dialog sau înlocuind o propoziție într-o frază:
ro  – Vii? – Nu;
fr  On ne sait pas encore si le taux de croissance de cette année atteindra ou non 2 % „Nu se știe încă dacă creșterea (economică) din anul acesta va atinge sau nu 2%”.
Uneori dubla negație este admisă și într-o limbă ca engleza, dar atunci este vorba de falsă negație, de fapt afirmație prin negarea negației. Exemple:
- ro  Nu putea să nu răspundă la scrisoare[7];
- en  I’m not unhappy „Nu sunt nefericit(ă)”[1];
- hu  Nem lehet nem szeretni „Nu poți să nu-l/n-o iubești”[4].

Pe de altă parte, o propoziție pozitivă din punct de vedere formal poate avea sens negativ, în:
- propoziții enunțiative exclamative ironice: ro  Exact asta îmi trebuia acum![5];
- propoziții interogativ-exclamative retorice: hu  Mit bánom én? „Ce-mi pasă mie de asta?”[4].

Pe lângă negația propozițională se distinge negația lexicală prin care rezultă antonime ce contrazic sensul unor cuvinte sau grupuri de cuvinte. Astfel iau naștere cuvinte negative auxiliare și alte cuvinte, prin:
- compunere: ro  niciodată, fr  non valable „nevalabil”[3][8];
- derivare cu prefixe: ro  neadevăr[9], fr  illisible „neciteț”[3];
- derivare cu sufixe: en  useless „nefolositor, -oare”, hu  kéretlen „necerut(ă)”[10].

## În limba română
În română există un singur cuvânt de negație principal, nu, și pentru negația totală, și pentru cea parțială, cu varianta fonetică n- (înaintea cuvintelor cu inițială vocalică), considerat adverb în gramatica tradițională.
Negația absolută se realizează în principal tot cu nu, dar în registrul de limbă familiar și în unele enunțuri cu încărcătură afectivă relativ mare, se pot folosi și cuvinte și expresii precum ași, nț, da de unde, aiurea, nici poveste, nici în ruptul capului, Doamne ferește, pe dracul, mai mult de-o grămadă, mai mult de-o groază. În dialog: – A recunoscut că el este vinovatul? – Ei, pe dracul!
Celelalte cuvinte de negație sunt de regulă auxiliare. Acestea sunt:
- adverbe: nicăieri, deloc, nici;
- pronume nehotărâte: nimeni, nimic;
- adjectivul pronominal nehotărât niciun;
- conjuncția nici.

O parte din acestea sunt formate prin compunere: nici plus unele adverbe (niciodată, nicicând, nicicum, nicidecum, niciunde) și nici plus adjectivul pronominal/pronumele nehotărât un(ul): niciun(ul).
În unele situații și acestea pot fi suficiente:
- în răspunsuri fragmentare la o întrebare: – Îți place? – Deloc; – Cine vine? – Nimeni;
- în propoziții nominale: Cartea – nicăieri;
- în propoziții verbale eliptice de predicat: El – nimic;
- în comparații: ca nimeni altul, ca niciodată;
- în construcții coordonate cu un termen opus pozitiv care determină aspectul pozitiv al propoziției: Vorbește puțin sau deloc;
- ca determinante antepuse ale unui adjectiv sau ale unui adverb: o sarcină deloc ușoară, teorie de nimeni combătută.

Falsă negație poate exista în mai multe situații:
- Două negații se pot anula una pe alta: El nu era nevinovat[7].
- Negarea unui cuvânt poate însemna afirmarea antonimului său: muncă deloc ușoară = muncă grea.
- O propoziție interogativă propriu-zisă totală poate avea același sens cu negație sau fără: Vii mâine? = Nu vii mâine?
- Negația numită expletivă este prezentă în propoziții negative din punct de vedere formal, dar având sens pozitiv. Astfel de propoziții pot fi:

- propoziții interogative retorice: Cine nu-l cunoaște pe el?
- propoziții enunțiative exclamative: Câte n-am pătimit eu!
- propoziții circumstanțiale de timp de anterioritate introduse prin până și locuțiuni conjuncționale cu până, în care nu este facultativ: Pleacă până (nu) se întunecă!

## În limba franceză

### Cuvinte și locuțiuni negative
Non „nu” se folosește în trei situații. Ca negație independentă constituie un cuvânt propoziție sau înlocuiește o propoziție într-o frază:
– Veux-tu du café ? – Non, merci „– Vrei cafea? – Nu, mulțumesc”;
On ne sait pas encore si le taux de croissance de cette année atteindra ou non 2 % „Nu se știe încă dacă creșterea (economică) din anul acesta va atinge sau nu 2%”.
Integrată în propoziție, servește la negația parțială, exprimând o opoziție: Le champagne se boit frais mais non glacé „Șampania se bea rece, dar nu ca ghiața”.
Pas „nu” este utilizată mai mult în construcții de negare a predicatului (vezi mai jos), dar și pentru negația parțială, ca și non, uneori putându-l înlocui pe acesta: La petite Camille veut un gâteau au chocolat et pas un autre „Micuța Camille vrea o prăjitură cu ciocolată și nu alta”.
Non pas „nu” este o locuțiune cu care negația parțială este întărită: Le mot ici est un adverbe et non pas une préposition „Cuvântul ici este un adverb și nu o prepoziție”.
Non plus „nici” este o locuțiune folosită tot în negație parțială: Elle ne veut pas se marier, lui non plus „Ea nu vrea să se căsătorească, și nici el”.

### Construcții pentru negarea verbului
În franceza standard sunt relativ rare cazurile când pentru negarea verbului este suficientă o singură negație. Negația ne este principală, dar foarte rar suficientă. Fie că este la un mod predicativ sau nu, verbul este negat aproape totdeauna cu o construcție formată din cuvântul negativ ne (înaintea unei vocale redus la n’) și cel puțin încă un cuvânt negativ. Cel din urmă este cel mai adesea pas, care nu se traduce în dubla negație, formând sensul „nu” împreună cu ne: Jean n’aime pas voyager „Lui Jean nu-i place să călătorească”.
Negarea cu pas poate fi întărită prin du tout „deloc”: Je ne comprends pas du tout ton attitude „Nu înțeleg deloc atitudinea ta”.
Se mai poate folosi și împreună cu encore „încă”, pentru limitarea negației: Il n’a pas encore réservé sa place „Încă nu și-a rezervat locul”.
Alte cuvinte negative, auxiliare, folosite în construcția cu ne, înlocuiesc obligatoriu negația pas. Sunt în general pronume nehotărâte sau adverbe cu sens negativ având funcția de complemente circumstanțiale de diferite tipuri:
Depuis son accident, il ne fait plus de sport „De când cu accidentul, nu mai face sport”;
On n’entend jamais parler de lui „Nu se aude niciodată vorbindu-se despre el”;
Je ne connais personne dans cette ville „Nu cunosc pe nimeni în orașul ăsta”.
Negarea unei părți de propoziție multiple (subiect sau complement) se face cu ne și ni „nici” repetat: Il n’y a ni école ni mairie dans ce village „Nu este nici școală, nici primărie în satul ăsta”.
Primul ni poate fi înlocuit de pas: Il n’y a pas d’école ni de mairie… „Nu este școală și nici primărie…”
Pot fi folosite mai multe cuvinte negative auxiliare: Je n’ai plus aucun espoir „Nu mai am nicio speranță”.
Tot înlocuind negația pas se folosește que „decât” în construcție restrictivă: Je n’ai qu’un billet de 20 euros „N-am decât o bancnotă de 20 de euro”.
Locul negației ne este înaintea verbului, dar nu totdeauna imediat antepus. La infinitiv, de regulă și ne și celelalte negații, cu unele excepții, sunt alăturate și antepuse: On demande aux visiteurs de ne pas prendre de photos dans le musée „Vizitatorii sunt rugați să nu facă fotografii în muzeu”.
Pronumele personale neaccentuate se plasează după ne: Il ne lui dit pas toute la vérité „(El) nu-i spune tot adevărul”.

### Schimbări provocate de negație
Una din aceste schimbări este înlocuirea în anumite cazuri a articolelor nehotărâte și a celor partitive cu prepoziția de:
Les étudiants ont posé des questions „Studenții au pus întrebări” → … n’ont pas posé de questions „… n-au pus întrebări”;
Il y a encore de la neige sur les toits des maisons „Mai este zăpadă pe acoperișurile caselor” → Il n’y a plus de neige… „Nu mai este zăpadă…”
Altă consecință este înlocuirea cuvântului propoziție afirmativ oui „da” cu si „ba da”: – Tu viens déjeuner ? – Oui, j’arrive „– Vii la prânz? – Da, vin” vs. – Tu ne viens pas déjeuner ? – Si, j’arrive „– Nu vii la prânz? – Ba da, vin”.

### Negația lexicală
Cuvintele non și pas pot fi folosite și pentru a forma antonime: un non-voyant „un nevăzător”, une lettre non signée „o scrisoare nesemnată”. Pas se aplică numai adjectivelor: du linge pas repassé „lenjerie necălcată”.
Alt procedeu este folosirea de prefixe negative: apesanteur „imponderabilitate”, insuccès „insucces” (prefixe împrumutate), mécontent „nemulțumit” (prefix moștenit).

## În limba engleză
În engleză, cuvântul propoziție negativ prin excelență este no „nu”: – Will I need to change? – No, it's a direct service „– Trebuie să schimb (trenul)? – Nu, este direct”.
Pentru negarea totală sau parțială se folosește cuvântul not. Predicatul este negat aproape totdeauna și cu folosirea unui verb auxiliar sau a unuia modal înaintea verbului, inclusiv în caz că formele afirmative respective sunt simple. Negația not are această formă când este accentuat, cu scopul întăririi negației: Some people have not read the book „Unii oameni n-au citit cartea”.
Când nu se accentueză, cuvântul se contopește cu verbul auxiliar sau cel modal:
I don't like horror films „Nu-mi plac filmele de groază”;
We won't forget your kindness „Nu vom uita amabilitatea dumneavoastră”.
Numai cu verbul be „a fi” folosit cu sensul său lexical la formele de indicativ numite „prezent simplu” și „trecut simplu” nu se folosește și un auxiliar: East London is not on most tourist maps „Estul Londrei nu se găsește pe cele mai multe hărți turistice”.
În caz că negarea nu este accentuată, not se contopește și cu acesta: These shoes aren't very comfortable „Pantofii ăștia nu sunt prea comozi”.
În negația parțială, not se plasează înaintea cuvântului negat:
I ordered tea, not coffee „Am comandat ceai, nu cafea”;
There's a cinema not far from here „Este un cinema nu departe de aici”.
În engleză, cuvintele negative care corespund în română sau în franceză cu negații auxiliare se folosesc singure pentru exprimarea negației (nu este corectă dubla negație):
I saw nothing suspicious „N-am văzut nimic suspect”;
He was never a doctor „N-a fost niciodată medic”;
– I can't understand this. – Neither/Nor can I „– Nu pot înțelege asta. – Nici eu nu pot”.
Cuvântul no se folosește și în asemenea situații: There's no change „Nu este nicio schimbare”.
Și în engleză sunt afixe negative. Unele sunt cuvinte echivalente cu negații auxiliare românești, derivate cu no ca prefix: nobody „nimeni”, nothing „nimic”, nowhere ’niciunde’.
Sunt și cuvinte care țin numai de negația lexicală. Unele sunt cu prefixe, majoritatea împrumuturi din latină, ex. non-smoker „nefumător”, dar există și un prefix moștenit, ex. unhappy „nefericit”.
Alte cuvinte de acest gen sunt adjective derivate cu sufixul -less, ex. powerless „fără putere”.

## În BCMS
În limbile din diasistemul slav de centru-sud (bosniacă, croată, muntenegreană, sârbă, prescurtat BCMS) există un singur cuvânt negativ principal, ne „nu”: sr  Lift ne radi „Liftul nu funcționează”.
Sunt cazuri în care ne devine prefix. Rămâne neschimbat în următoarele cazuri:
- cu verbul imati „a avea” la indicativ prezent, cu căderea vocalei inițiale a verbului: cnr  Nemam pri sebi ničega za pisanje „N-am la mine nimic de scris”[25];
- cu verbul sr  hteti / hr , bs , cnr  htjeti „a vrea”, cu căderea primei silabe a verbului, atât cu sensul lexical al acestuia, cât și folosit ca verb auxiliar al viitorului: hr  Neću ostati! „Nu vreau să rămân!” sau „N-am să rămân!”[26];
- la una din formele de imperativ negativ, cu un verb auxiliar defectiv, numai cu formă negativă: sr  Nemoj mi smetati! „Nu mă deranja!”[27].

Verbul biti „a fi” este singurul cu care ne- prefix devine ni-: hr  Nisam bio gladan „Nu-mi era foame”.
Cuvintele negative auxiliare se folosesc împreună cu ne.
Corespondentul lui nici este de regulă ni: hr  Ni noću nisu mirovali „Nici noaptea nu se odihneau”.
Când se mai folosește încă o negație auxiliară, se înlocuiește cu i, care are și sensul „și”: hr  Ali njih nitko i ne gleda „Dar la ei nici nu se uită nimeni”.
Alte adverbe negative și pronumele negative se formează mai ales cu ni ca prefix din adverbe, respectiv pronume interogative, ceea ce ține și de negația lexicală:
hr  I nigdje nema nikoga! „Și nicăieri nu e nimeni!”;
hr  Mi nećemo nikuda otići „Noi n-o să plecăm niciunde”;
sr  Ništa se ne događa „Nu se întâmplă nimic”;
sr  Ne sviđa mi se nijedan „Nu-mi place niciunul;
sr  Ova zemlja nije ničija „Pămânul ăsta nu e al nimănui”.
Negația lexicală se realizează și cu alte cuvinte, cu prefixe: sr  bez-, care poate suferi schimbări în contact cu unele consoane inițiale de cuvânt (ex. bezalkoholan „nealcoolic”, bezakonje „fărădelege”, beskučnik „om fără adăpost”, beščastan „necinstit”); ne-: nezdrav „nesănătos”, neretko „nu rar” (adverb).

## În limba maghiară

### Cuvinte negative principale
Nem „nu” se folosește:
- în calitate de cuvânt propoziție, sau înlocuind o propoziție: – A színház mögött laksz? – Nem, előtte „– Locuiești în spatele teatrului? – Nu, vizavi de el”[30];
- pentru negarea predicatului la modurile indicativ, condițional propriu-zis, precum și la formele nominale ale verbului:

Anikó ma nem jön el „Anikó nu vine astăzi”;
Nem mentem volna el „N-aș fi plecat”;
- pentru negarea altor cuvinte decât predicatul: Nem ma jön el Anikó „Nu astăzi vine Anikó”[31].

Ne „nu” este utilizat:
- pentru negarea predicatului la conjunctiv-imperativ:

Kiült az erkélyre, hogy ne zavarja a füst „A ieșit să șadă pe balcon, ca să nu-l/n-o deranjeze fumul”;
Ne menjetek haza! „Nu mergeți acasă!”;
- pentru negarea predicatului la condițional cu valoare de optativ: Bárcsak ne jönne el Anikó! „Numai de n-ar veni Anikó!”[31];
- la condițional în propoziție interogativ-exclamativă retorică (falsă negație): Ki ne ismerné az elnököt? „Cine nu-l cunoaște pe președinte?”[31].

Sem și se includ sensurile „nu” și „nici” și se distribuie ca nem și ne. În construcțiile în care se folosește ne, este admis numai se. În cazurile cu nem, sem se reduce facultativ la se. Se folosesc fără nem, respectiv ne în propoziție, când cuvântul cu accentul cel mai puternic, având locul întâi în propoziție, este subiectul. Exemple:
Anikó se(m) jön el ma „Nici Anikó nu vine astăzi”;
Anikó se jöjjön el! „Nici Anikó să nu vină”;
Péter se ismerné az elnököt? „Nici Péter nu l-o fi cunoscând pe președinte?”
Verbul corespunzător lui „a fi, a exista” are forme negative supletive la indicativ prezent, persoana a III-a: van kenyér „este pâine” – nincs kenyér „nu este pâine”, vannak jó megoldások „există soluții bune” – nincsenek jó megoldások „nu există soluții bune”.
Când include sensul „nici”, acest verb ia formele sincs, sincsenek: Egyetlen rossz tanítványom sincs „N-am niciun elev slab”.

### Cuvinte negative auxiliare
Majoritatea acestor cuvinte sunt formate din adverbe și pronume negative cu variante ale lui sem ca element prim de compunere, și se folosesc împreună cu nem, ne, sem, se, nincs sau sincs. Variantele cu inițialele n, respectiv s ale cuvintelor negative principale sunt alternative în construcții în care cuvântul negativ auxiliar poartă accentul principal, ocupând primul loc în propoziție:
Sehol nem/se(m) találom a szemüvegemet „Nicăieri nu-mi găsesc ochelarii”;
Sehova ne/se menjünk! „Niciunde să nu mergem!”;
Senkivel nem/se(m) találkoztam az úton „Cu nimeni nu m-am întâlnit pe drum”;
Semmi nincs/sincs a szekrényben „Nimic nu e în dulap”.
În construcții sinonime, dar cu accentul cel mai puternic pe cuvântul negativ principal, verbul nincs sau verbul sincs, se pot folosi acestea fie împreună numai cu un cuvânt negativ auxiliar, fie facultativ și cu se(m), pentru întărire:
Nem találkoztam senkivel [se(m)] az úton „Nu m-am întâlnit cu nimeni pe drum”;
Nincs semmi [se(m)] a szekrényben „Nu e nimic în dulap”.
Negația numai lexicală se realizează cu sufixe care formează adjective antonime ale altor adjective, cu sufixe:
- cu -tlan/-tlen, -talan/-telen[38], de la substantive: sótlan „nesărat(ă)”, erőtlen „fără putere”, haszontalan „nefolositor(oare)”, értéktelen „fără valoare” etc.
- cu -atlan/-etlen, de la verbe, inclusiv derivate cu sufixul -hat/-het numit „potențial”: váratlan „neașteptat(ă)”, ismeretlen „necunoscut(ă)”[39], pótolhatatlan „de neînlocuit”, érthetetlen „de neînțeles” etc.[40].